# Michail Kalatozov
Michail Kalatozov (georgiska: მიხეილ კალატოზიშვილი, Micheil Konstantinovitj Kalatozishvili; ryska: Михаил Константинович Калатозов, Michail Konstantinovitj Kalatozov), född 28 december (15 december g.s.) 1903 i Tiflis i kejsardömet Ryssland (nu Tbilisi i Georgien), död 27 mars 1973 i Moskva i Sovjetunionen (nu Ryssland), var en georgisk-sovjetisk filmregissör, filmfotograf och manusförfattare.
Hans film Och tranorna flyga från 1957 vann ett flertal internationella priser, däribland Guldpalmen vid filmfestivalen i Cannes 1958.

## Filmografi i urval
- 1930 – Salt åt Svanetien
- 1939 – Vingar över tundran
- 1954 – Tre män på en flotte
- 1957 – Och tranorna flyga
- 1960 – Diamanter betalas högt
- 1964 – I Am Cuba/Soy Cuba
- 1969 – Det röda tältet